# Indy Racing League 2000
Die Indy Racing League 2000 war die fünfte Saison der US-amerikanischen Indy Racing League und die 79. Meisterschaftssaison im US-amerikanischen Formelsport. Sie begann am 29. Januar 2000 in Orlando und endete am 15. Oktober 2000 in Fort Worth. Den Titel sicherte sich Buddy Lazier.

## Rennergebnisse
| Nr. | Datum       | Veranstaltung (Strecke)                   | Distanz (Meilen) | Sieger             | Team                     | Pole-Position  |
| --- | ----------- | ----------------------------------------- | ---------------- | ------------------ | ------------------------ | -------------- |
| 1   | 29. Januar  | Delphi Indy 200 (Orlando)                 | 200              | Robbie Buhl        | Dreyer & Reinbold Racing | Greg Ray       |
| 2   | 19. März    | MCI WorldCom Indy 200 (Phoenix)           | 200              | Buddy Lazier       | Hemelgarn Racing         | Greg Ray       |
| 3   | 22. April   | Vegas Indy 300 (Las Vegas)                | 312              | Al Unser jr.       | Galles Racing            | Mark Dismore   |
| 4   | 28. Mai     | Indianapolis 500-Mile Race (Indianapolis) | 500              | Juan Pablo Montoya | Chip Ganassi Racing      | Greg Ray       |
| 5   | 11. Juni    | Casino Magic 500 (Fort Worth)             | 302,64           | Scott Sharp        | Kelley Racing            | Buddy Lazier   |
| 6   | 18. Juni    | Radisson 200 (Pikes Peak)                 | 200              | Eddie Cheever      | Team Cheever             | Greg Ray       |
| 7   | 15. Juli    | Midas 500 Classic (Atlanta)               | 320,32           | Greg Ray           | Team Menard              | Greg Ray       |
| 8   | 27. August  | Belterra Resort Indy 300 (Kentucky)       | 300              | Buddy Lazier       | Hemelgarn Racing         | Scott Goodyear |
| 9   | 15. Oktober | Excite 500 (Fort Worth)                   | 302,64           | Scott Goodyear     | Panther Racing           | Greg Ray       |

## Endstand

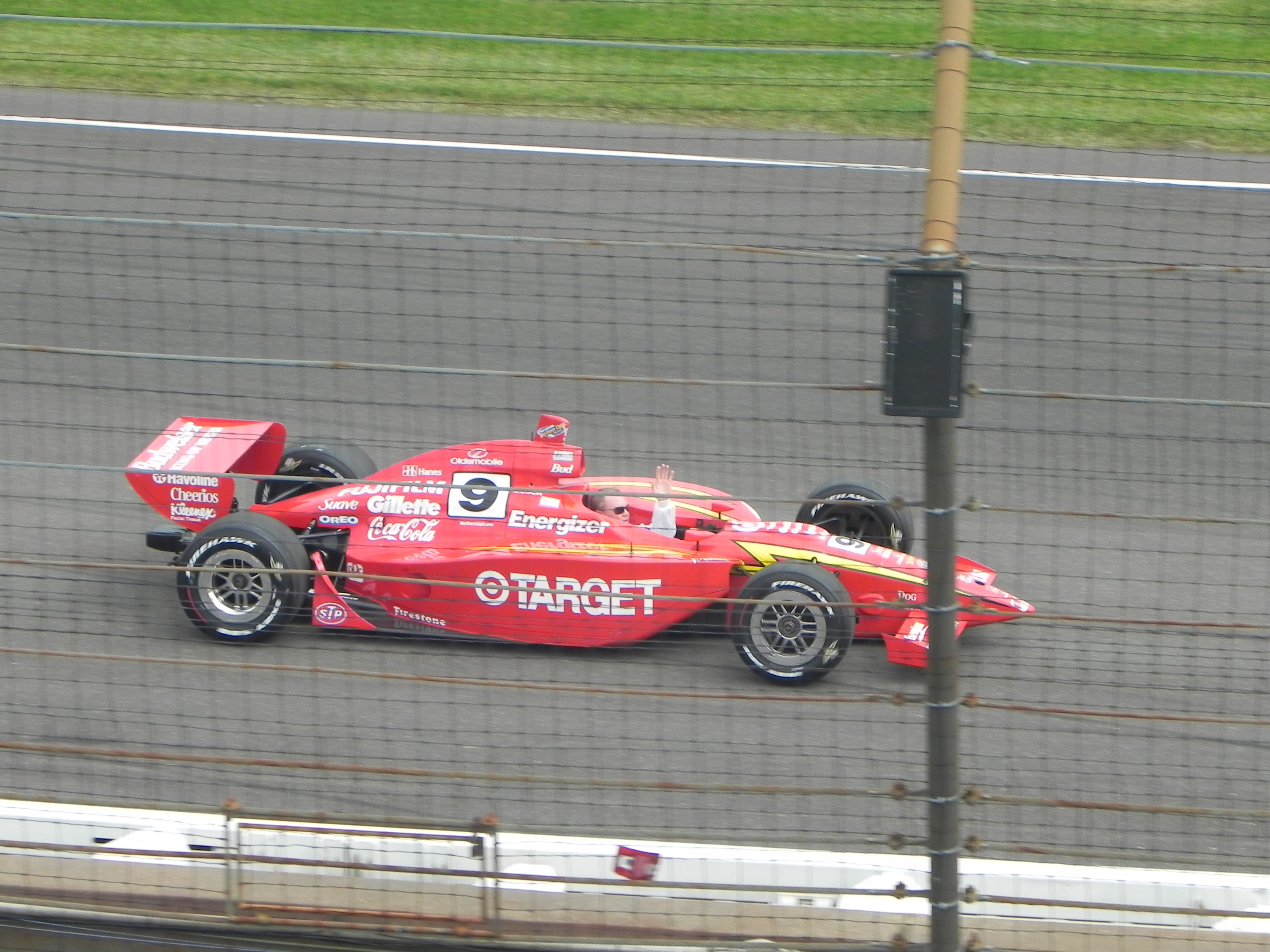
Der G-Force - Oldsmobile, mit dem Montoya das Indy 500 gewann

### Fahrer
| Pl. | Fahrer           | Punkte |
| --- | ---------------- | ------ |
| 1.  | Buddy Lazier     | 290    |
| 2.  | Scott Goodyear   | 272    |
| 3.  | Eddie Cheever    | 257    |
| 4.  | Eliseo Salazar   | 210    |
| 5.  | Mark Dismore     | 202    |
|     | Donnie Beechler  | 202    |
| 7.  | Scott Sharp      | 196    |
| 8.  | Robbie Buhl      | 190    |
| 9.  | Al Unser jr.     | 188    |
| 10. | Billy Boat       | 181    |
| 11. | Jeff Ward        | 176    |
| 12. | Robby McGehee    | 174    |
| 13. | Greg Ray         | 172    |
| 14. | Stéphan Grégoire | 171    |
| 15. | Buzz Calkins     | 145    |
| 16. | Airton Daré      | 142    |
| 17. | Jeret Schroeder  | 140    |

| Pl. | Fahrer             | Punkte |
| --- | ------------------ | ------ |
| 18. | Sarah Fisher       | 124    |
|     | Tyce Carlson       | 124    |
| 20. | Jaques Lazier      | 112    |
| 21. | Sam Hornish jr.    | 110    |
| 22. | Shigeaki Hattori   | 109    |
| 23. | Davey Hamilton     | 98     |
| 24. | Jimmy Kite         | 79     |
| 25. | Juan Pablo Montoya | 54     |
| 26. | Doug Didero        | 43     |
| 27. | Ronnie Johncox     | 33     |
|     | J. J. Yeley        | 33     |
| 29. | Robby Gordon       | 28     |
|     | Jason Leffler      | 28     |
| 31. | Niclas Jonsson     | 27     |
| 32. | Jimmy Vasser       | 26     |
| 33. | Stevie Reeves      | 25     |
| 34. | Robby Unser        | 19     |

| Pl. | Fahrer                | Punkte |
| --- | --------------------- | ------ |
| 35. | Scott Harrington      | 17     |
| 36. | Zak Morioka           | 15     |
| 37. | Raul Boesel           | 14     |
| 38. | Steve Knapp           | 11     |
| 39. | Robby Regester        | 10     |
| 40. | John Hollansworth jr. | 9      |
| 41. | Jon Herb              | 8      |
|     | Johnny Unser          | 8      |
| 43. | Stan Wattles          | 7      |
|     | Roberto Guerrero      | 7      |
| 45. | Jack Miller           | 6      |
| 46. | Billy Roe             | 5      |
| 47. | Richie Hearn          | 3      |
| 48. | Andy Hillenburg       | 2      |
| 49. | Lyn St. James         | 1      |